# Schizodactylus brevinotus
Schizodactylus brevinotus is een rechtvleugelig insect uit de familie Schizodactylidae. De wetenschappelijke naam van deze soort is voor het eerst geldig gepubliceerd in 2002 door Ingrisch.